# 真由のミュージックコンテナ
真由のミュージックコンテナ（まゆのミュージックコンテナ）は、ラジオ大阪で、2011年4月4日から2012年9月27日まで放送されていた音楽・情報ワイド番組である。

## 概要
和歌山放送を退社し、ラジオ大阪に入社した小川真由アナウンサーを番組パーソナリティに迎える。前番組街角ステーション 僕らのラジオの番組の流れ、一部のコーナー、19時台に放送されてきた箱番組をスライドさせ、アレンジしている。番宣CMは放送されている。「岩田光央・鈴村健一 スウィートイグニッション」のCM中に流れている。

## パーソナリティ
- 小川真由（ラジオ大阪アナウンサー）

## 現在
- 18:30【箱番組】ミュージックギフト〜音楽・地球号
- 19:00 SANKEI EXPRESS NEWS、天気予報
- 19:05 
  - 月曜日：真由の大阪完全制覇計画（日替わりコンテナ後半木曜から移動）
  - 火曜日：【箱番組】ドクター西川潔の幸せクリニック
  - 水曜日：まゆもえ
  - 木曜日：【箱番組】REENAL by りそな総合研究所　関西のるつぼ
- 19:21 真由コンホットコーナー
- 19:41 ゲストのコーナー
- 20:00 日替わりコンテナ
  - 月曜日:カバー名曲アワー（日替わりコンテナ前半火曜から移動。概要については「僕ラジ」参照のこと。）
  - 火曜日:エキゾチック・コンテナ
  - 水曜日:名盤・珍盤コンテナ!
  - 木曜日:まゆ・フェイバリット・ソング
- 20:23 エンディング

## 2011年4月～9月
- 18:15 最新ナイター情報（ナイターシーズンのみ）
- 18:30 日替わりコンテナ（前半、ナイターシーズンのみの放送と思われる。）
  - 月曜日:昭和の名曲コンテナ遠き昭和の
  - 火曜日:あなたはキーハンター!→カバー名曲アワー
  - 水曜日:同名異曲コンテナ～違う！そうじゃない
  - 木曜日:B面名曲アルバム名曲コンテナ
- 19:00 SANKEI EXPRESS NEWS、天気予報
- 19:10 曜日別箱番組
  - 月曜日：ミスターサンタオ福禄寿
  - 火曜日: ドクター西川潔の幸せクリニック
  - 水曜日：ホースフレンズ～ライフ・イズ・ビューティフル
  - 木曜日：REENAL by りそな総合研究所　関西のるつぼ
- 19:30 ゲストのコーナー
- 20:00 日替わりコンテナ（後半）
  - 月曜日:真由の瞬速おつまみ&お取り寄せグルメ
  - 火曜日:絶品畑違いの歌
  - 水曜日:名盤・珍盤コンテナ!
  - 木曜日:真由の大阪完全制覇計画
- 20:23 エンディング